# Linia kolejowa Kralupy nad Vltavou – Louny
Linia kolejowa Kralupy nad Vltavou – Louny (Linia kolejowa nr 110 (Czechy)) – jednotorowa, regionalna i niezelektryfikowana linia kolejowa w Czechach. Łączy Kralupy nad Vltavou i Louny. Przebiega przez terytorium kraju środkowoczeskiego i usteckiego.